# Daviot (Highland)

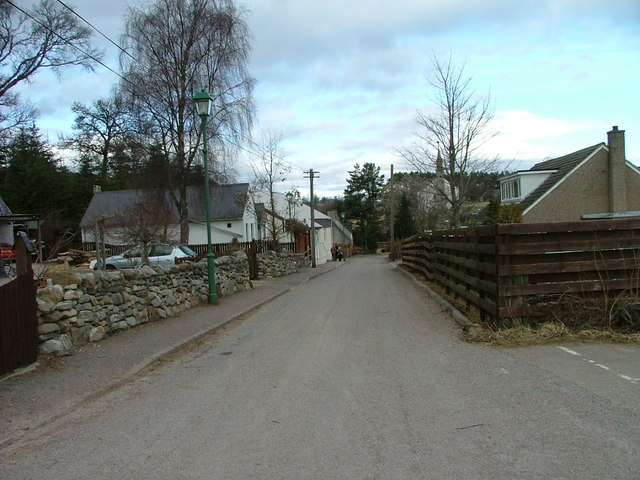
Straßenzug mit Häusern

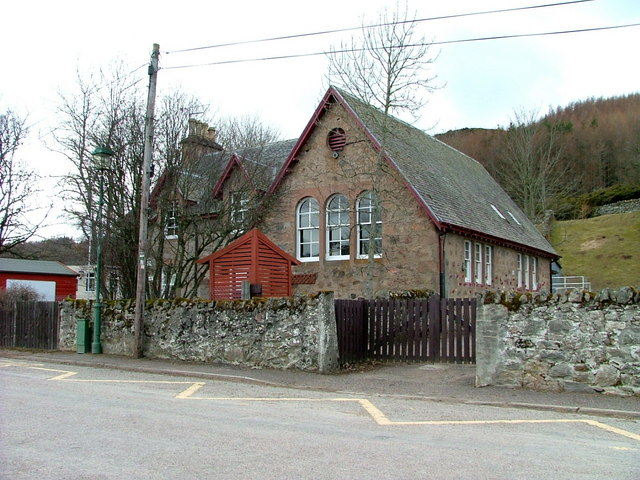
Schulgebäude von Daviot

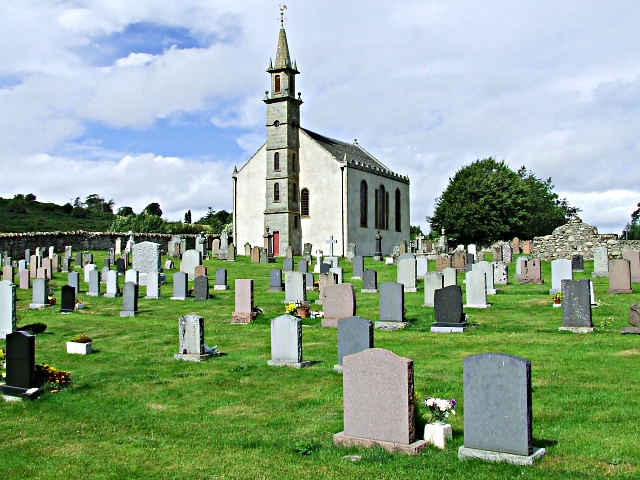
Kirche und Friedhof von Daviot

Daviot ist eine Ortschaft, die südöstlich von Inverness in der Region Highland im Norden von Schottland liegt.

## Geographie
Daviot liegt auf einer Höhenlage von etwa 200 Metern im Gebiet Strathnairn. Etwas niedriger im Osten findet sich das linke Ufer des River Nairn. Zwischen ihm und dem Ort verläuft die zur Schnellstraße ausgebaute A9. Auf der abgewandten Seite im Norden und Westen von Daviot liegt das Waldgebiet Drummossie Muir.

## Staat und Verwaltung
Historisch ist Daviot einer der beiden Hauptorte der Gemeinde (Parish) Daviot and Dunlichity, aus der Ende des 20. Jahrhunderts die Community Council Area Strathnairn hervorging. In Bezug auf die traditionellen Grafschaften zählt Daviot zu Inverness-shire.

## Gebäude und Bauwerke
Im Zusammenhang mit seiner hervorgehobenen Funktion des Parishes stehen in Daviot eine Grundschule sowie eine Kirche der United Church of Scotland. Letztere steht, mitsamt dem umgebenden Friedhof,  als Listed Building unter Denkmalschutz. Gleiches gilt für das zugehörige Pfarrhaus. Als archäologische Stätte (Scheduled Monument) ausgewiesen sind im Westen, am Rande eines Steinbruches, die Anlage Dun Davie sowie im Osten, oberhalb des Flusses, das Promontory Fort An Bathach. Etwas außerhalb im Norden finden sich das Hofgut Daviot Mains, das Daviot House sowie die baulichen Überreste von Daviot Castle.
Daviot besaß an der Highland Main Line einen Bahnhof, der zeitweise als Endpunkt der Strecke fungierte. Er wurde 1965 geschlossen.

## Personen und Persönlichkeiten
In Daviot hatte der Schriftsteller Alistair MacLean (1922 – 1987) seine frühe Jugend verbracht. Grund war, dass sein Vater bei der Kirche beschäftigt war. Die Phase endete mit dessen Tod, als MacLean 13 Jahre alt war.